# Waldkapelle Stuhlfelden

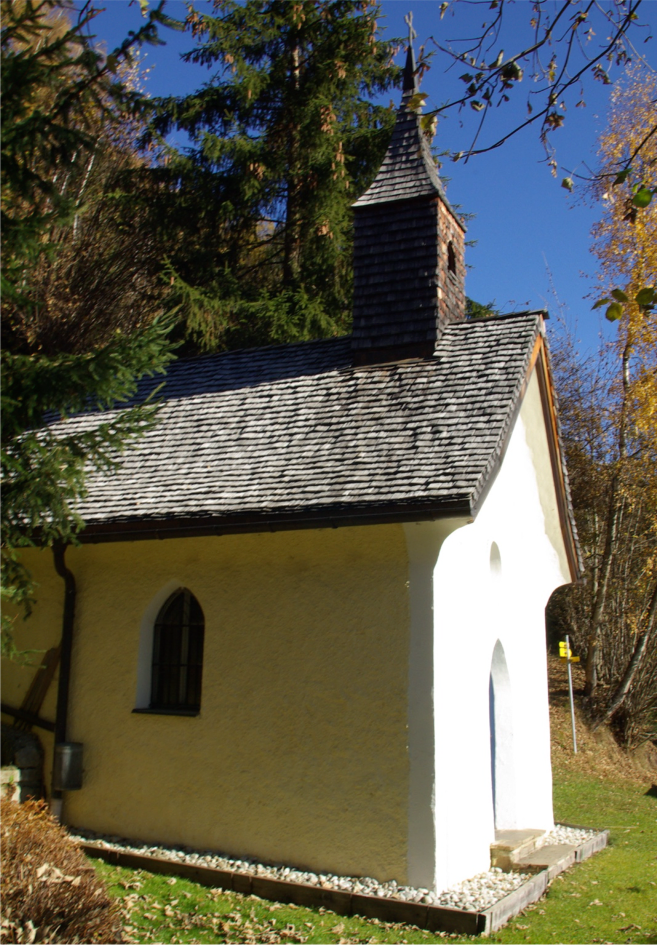
Die Waldkapelle

Die Waldkapelle ist eine Kapelle bei Stuhlfelden im Oberpinzgau, Land Salzburg. Sie steht unter Denkmalschutz (Listeneintrag).

## Lage

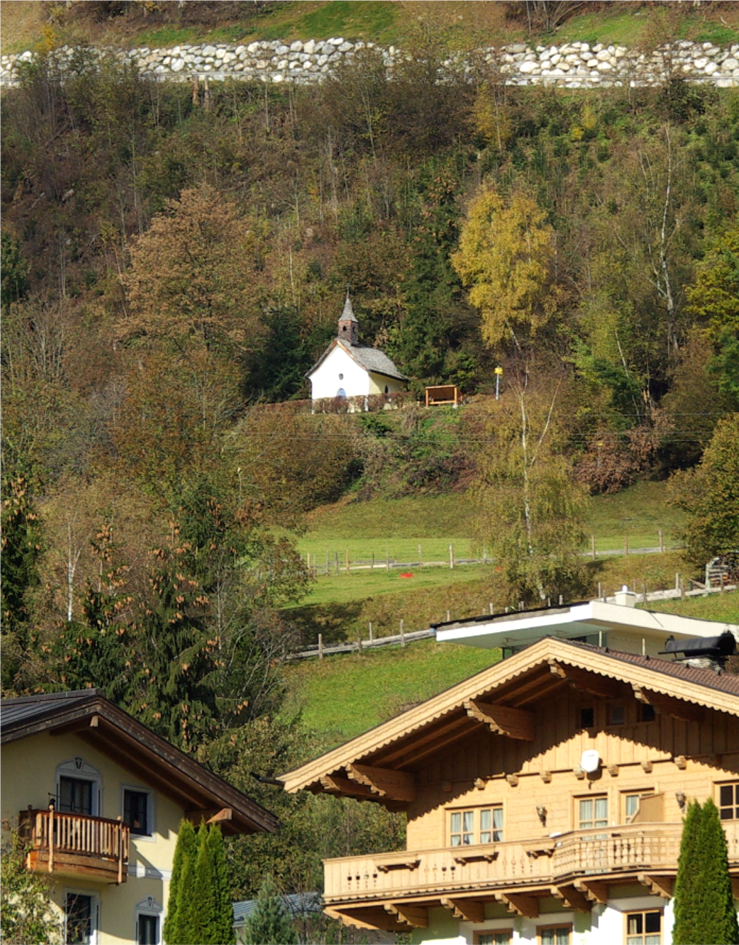
Über Stuhlfelden

Die Kleinkirche liegt 100 Höhenmeter südwestlich über dem Ort Stuhlfelden am Sonnberg über dem Kirchberggut, am Fuß des Dürnbergs unter der Stimmelhöhe (1805 m ü. A.) der Kitzbüheler Alpen.
Die Kirche ist zu Fuß vom Ort und der nahen Dürnbergstraße oberhalb erreichbar.

## Baubeschreibung und Interieur
Die Kirche ist ein kleines, in bäuerlichem Barockklassizismus gehaltenes Häuschen, mit schindelgedecktem Satteldach und einem kleinen Dachreiter. Der Innenraum ist eine erniedrigte Spitztonne, die Apsis in drei Stichkappen ist durch einen mächtigen Gurtbogen (Triumphbogen) getrennt, und heute vergittert.
Hier hängt ein Bild Maria Hilf, zu Seiten der Hl. Rupert und der Hl. Virgil, die beiden Salzburger Diözesanheiligen.

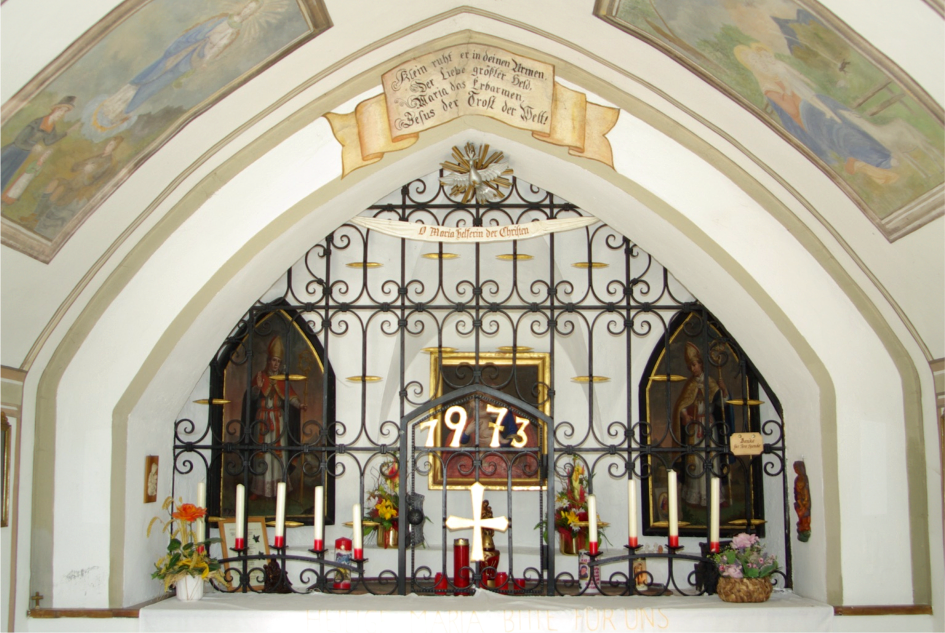
Apsis

Das Gewölbe zieren vier Secci als Imitation gerahmter Bilder, die Heilige Familie mit Josef dem Arbeiter, die Heilige Familie in Ägypten, ein Stifterbild Erscheinung der Maria, und eine Maria mit dem Kinde und Lamm, im Hintergrunde ein Blitz, der einen Wolf(?) erschlägt, alle von routinierter ländlicher Hand. Seitlich an Wandleisten appliziert finden sich kleine Passionsgemälde. Den Gurtbogen ziert ein Schriftband:
Klein ruht er in deinen Armen, // der Liebe größter Held. // Maria das Erbamen, // Jesus der Trost der Welt.
Das geschmiedete Gitter in Schneckenwerk mit vergoldetem Kreuz und Zahl datiert 1979.

An der Rückwand hängen ein Tafelbild Maria in Erwartung und ein Ölbild Krönung Mariens und vierzehn Nothelfer.
Die Kapelle steht unter Denkmalschutz.

## Geschichte
Die Kapelle ließ 1833 die Bauerntochter Maria Dengg vom Unterhaslacher zum Dank für Genesung von Krankheit unter Nachbarschaftshilfe errichten.
2002 wurde die Kapelle vom Orkan Uschi völlig abgedeckt und darauf das Schindeldach mustergültig rekonstruiert (Zimmerei Dankl, Sbg. Handwerkspreis 2004).